# یورو لامینه لی
یورو لامینه لی (انگلیسی: Yoro Lamine Ly؛ زادهٔ ۲۷ اوت ۱۹۸۸ در داکار) بازیکن فوتبال در پست مهاجم اهل سنگال است.

## باشگاهی
از باشگاه‌هایی که در آن بازی کرده‌است می‌توان به باشگاه فوتبال بوآویستا، باشگاه فوتبال شیراک، و باشگاه فوتبال بنی یهودا تل‌آویو اشاره کرد.

## تیم ملی
وی همچنین در تیم ملی فوتبال سنگال بازی کرده‌است.